# Логунов, Дмитрий Викторович
Дмитрий Викторович Логунов (род. 25 мая 1962, Волгоград) — российский арахнолог.

## Биография
В 1979 году окончил школу в Батуми. В 1985 году он окончил биологический факультет Ленинградского государственного университета и защитил диссертацию по паукам, являющимся его основной областью обучения.
С 1996 по 2001 год он был куратором собрания паукообразных Зоологического музея Новосибирска. В 2001 году переехал в Манчестер, где является куратором по членистоногим животным в музее при Манчестерском университете. Член многочисленных международных ассоциаций в области арахнологии и энтомологии, в настоящее время он имеет более 150 научных публикаций, в основном по систематике, таксономии и морфологии пауков, в частности семейства Salticidae. Описал 296 видов пауков и 2 вида сенокосцев, 11 родов и 3 подрода пауков.

## Патронимы
В честь Логунова названы 19 видов пауков, 4 вида жуков, 1 сенокосец, 1 ископаемое сетчатокрылое и 1 ископаемый вид птиц.
| - 1990: - Clubiona logunovi Mikhailov, 1990 - 1992: - Harpactea logunovi Dunin, 1992 - 1993: - Asthenargoides logunovi Eskov, 1993 - 1994: - Styloctetor logunovi (Eskov & Marusik, 1994) - 1995: - Parasyrisca logunovi Ovtsharenko, Platnick & Marusik, 1995 - 1996: - Incestophantes logunovi Tanasevitch, 1996 - Pellenes logunovi Marusik, Hippa & Koponen, 1996 | - 2000: - Cebrennus logunovi Jäger, 2000 - Mogrus logunovi Prószynski, 2000 - Mughiphantes logunovi Tanasevitch, 2000 - 2001: - Micaria logunovi Zhang, Song & Zhu, 2001 - 2004: - Acantholycosa logunovi Marusik, Azarkina & Koponen, 2004 - Aelurillus logunovi Azarkina, 2004 - Oreoneta logunovi Saaristo & Marusik, 2004 - Phlegra logunovi Azarkina, 2004 - Xysticus logunovi Seyfulina & Mikhailov, 2004 - 2005: - Xysticus logunovi Ono & Martens, 2005 - 2011: - Pardosa logunovi Kronestedt & Marusik, 2011 - Piratula logunovi Omelko, Marusik et Koponen, 2011 - 2023: - Kovalius logunovi Tchemeris, 2023 |

## Монографии
- Logunov D.V., Marusik Yu.M. 2000. Catalogue of the jumping spiders of northern Asia (Arachnida, Araneae, Salticidae). Moscow: KMК Sci. Press Ltd. 299 p.
- Logunov D.V., Marusik Yu.M. 2003. A revision of the genus Yllenus Simon, 1868 (Arachnida, Araneae, Salticidae). Moscow: KMК Sci. Press Ltd. 167 p.
- Marusik Yu.M., Logunov D.V., Koponen S. 2000. Spiders of Tuva. South Siberia. Magadan: IBPN FEB RAS. 252 pp.